# شیرا هاس
شیرا هاس (عبری: שירה האס‎؛ زاده ۱۱ مهٔ ۱۹۹۵) بازیگر اسرائیلی است. او در سال ۲۰۲۰ برای بازی در مینی‌سریال ناراست‌کیش مورد تحسین قرار گرفت و نامزد جوایز گلدن گلوب و امی ساعات پربیننده شد.

## فیلم‌شناسی

### فیلم
| سال  | عنوان                              | نقش     | یادداشت |
| ---- | ---------------------------------- | ------- | ------- |
| ۲۰۱۵ | پرنسس                              | آداز    |         |
| ۲۰۱۵ | قصه عشق و تاریکی                   | کیرا    |         |
| ۲۰۱۷ | فاکس‌ترات                           | آلما    |         |
| ۲۰۱۷ | همسر نگهبان باغ وحش                | اورزولا |         |
| ۲۰۱۸ | مریم مجدلیه                        | لیه     |         |
| ۲۰۱۸ | نوبل وحشی                          | آنا     |         |
| ۲۰۱۹ | آینه‌های شکسته                      |         |         |
| ۲۰۱۹ | عیسو                               |         |         |
| ۲۰۲۰ | آسیا                               | ویکا    |         |
| ۲۰۲۵ | کاپیتان آمریکا: دنیای نو شگفت‌انگیز |         |         |

### تلویزیون
| سال       | عنوان             | نقش           | یادداشت |
| --------- | ----------------- | ------------- | ------- |
| ۲۰۱۳–۲۰۱۵ | Shtisel           | Ruchami Weiss |         |
| ۲۰۱۵      | Hazoref           | Sofi          |         |
| ۲۰۱۶      | Ikaron HaHachlafa | Salame        |         |
| ۲۰۱۷      | The Harem         | Tamar         |         |
| ۲۰۲۰      | ناراست‌کیش         |               |         |

## نامزدی‌ها و جوایز
| سال  | گروه                      | جایزه                    | نتیجه    | فیلم/نمایش |
| ---- | ------------------------- | ------------------------ | -------- | ---------- |
| ۲۰۱۴ | جشنواره فیلم اورشلیم      | بهترین بازیگر زن         | برنده    | پرنسس      |
| ۲۰۱۴ | جایزه اوفیر               | بهترین بازیگر نقش اول زن | نامزدشده | پرنسس      |
| ۲۰۱۵ | P&L Film Festival, Sweden | بهترین بازیگر زن         | برنده    | پرنسس      |
| ۲۰۱۷ | جایزه اوفیر               | بهترین بازیگر نقش دوم زن | نامزدشده | فاکسترات   |